# محمود أبو مويس
محمود موسى أحمد أبو مويس (7 مايو 1953 في جنين) أستاذ جامعي وطبيب أسنان فلسطيني. يحمل درجة الدكتوراه في طب الأسنان. شغل منصب وزير وزارة التعليم العالي والبحث العلمي في حكومة محمد اشتية منذ 13 أبريل 2019 وحتى 31 مارس 2024.

## النشأة والتحصيل العلمي
وُلد محمود أبو مويس في مدينة جنين عام 1952. تلقى كامل تعليمه الأساسي والإعدادي والثانوي في المدينة، وحصل على درجة البكالوريوس في طب وجراحة الفم والأسنان من جامعة القاهرة عام 1976. حصل على درجة الماجستير من جامعة لندن عام 1984، وحصل على شهادة الزمالة في جراحة وطب الفم من كلية الجراحين الملكية في إيرلندا عام 1987. يحمل أبو مويس شهادة البورد في جراحة الوجه والفم والفكين من الأردن وفلسطين.
كُلف يوم الأحد الموافق 3 سبتمبر 2023 بتسيير أعمال وزارة التربية والتعليم في حكومة محمد اشتية بعد الإعلان عن الموافقة على استقالة وزيرها مروان عورتاني.